# Kanton Chénérailles
Der Kanton Chénérailles war bis 2015 ein französischer Wahlkreis in der Region Limousin. Er lag im Arrondissement Aubusson und im Département Creuse. Hauptort war Chénérailles.
Der Kanton war 223,56 km² groß und hatte 4046 Einwohner (Stand: 2012).

## Gemeinden
| Gemeinde                  | Einwohner | Code postal | Code Insee |
| ------------------------- | --------- | ----------- | ---------- |
| Le Chauchet               | 104       | 23130       | 23058      |
| Chénérailles              | 759       | 23130       | 23061      |
| Issoudun-Létrieix         | 277       | 23130       | 23097      |
| Lavaveix-les-Mines        | 838       | 23150       | 23105      |
| Peyrat-la-Nonière         | 499       | 23130       | 23151      |
| Puy-Malsignat             | 194       | 23130       | 23159      |
| La Serre-Bussière-Vieille | 110       | 23190       | 23172      |
| Saint-Chabrais            | 335       | 23130       | 23185      |
| Saint-Dizier-la-Tour      | 228       | 23130       | 23187      |
| Saint-Médard-la-Rochette  | 608       | 23200       | 23220      |
| Saint-Pardoux-les-Cards   | 298       | 23150       | 23229      |